# Lucas Bravo
Lucas Bravo (Nice, 26 de março de 1988) é um ator e modelo francês. Ficou conhecido por estrelar na série de comédia romântica da Netflix Emily in Paris como o chef Gabriel, vizinho de baixo e interesse amoroso de Emily. Ele também é conhecido por seu papel como namorado de Georgia Cotton no filme Ticket to Paradise.

## Biografia e carreira
Bravo nasceu em 26 de março de 1988 em Nice, Alpes Marítimos; filho do jogador de futebol francês aposentado Daniel Bravo e da cantora Eva Bravo. Frequentou o Lycée Pasteur em Neuilly-sur-Seine.
Bravo estreou nas telas em Sous le soleil de Saint Tropez (2013). No ano seguinte, ele apareceu como Antoine Mufla na comédia dramática francesa La Crème de la crème, dirigida por Kim Chapiron. Desde 2020, ele atua ao lado de Lily Collins na série de comédia romântica da Netflix, Emily in Paris, como o chef Gabriel, vizinho de baixo e interesse amoroso da protagonista.
Bravo estrelou Mrs. Harris Goes to Paris, com Lesley Manville, Isabelle Huppert e Jason Isaacs, dirigido por Anthony Fabian e baseado no romance de mesmo nome de Paul Gallico. Em agosto, foi relatado que ele aparecerá no próximo filme de Dean Craig, The Honeymoon, ao lado de Maria Bakalova. Em outubro, ele foi escalado para a comédia romântica Ticket to Paradise, estrelada por George Clooney, Julia Roberts e Kaitlyn Dever, e dirigida por Ol Parker.
Bravo também é modelo profissional representado pela agência Viva em Paris.

## Filmografia

### Cinema
| Ano  | Título                    | Papel         | Notas | Ref.   |
| ---- | ------------------------- | ------------- | ----- | ------ |
| 2014 | La Crème de la crème      | Antoine Mufla |       |        |
| 2015 | On voulait tout casser    | Surfista      |       |        |
| 2022 | Mrs. Harris Goes to Paris | André Fauvel  |       | [ 11 ] |
| 2022 | Ticket to Paradise        | Paul          |       | [ 12 ] |

### Televisão
| Ano           | Título                         | Papel          | Notas            | Ref. |
| ------------- | ------------------------------ | -------------- | ---------------- | ---- |
| 2013          | Sous le soleil de Saint-Tropez | Jeff           | 2 episódios      |      |
| 2014          | Sophie et Sophie               |                |                  |      |
| 2015          | T.O.C                          | Adrien         | 1 episódio       |      |
| 2016          | Plus belle la vie              | Mathieu Grange | 1 episódio       |      |
| 2020–presente | Emily in Paris                 | Gabriel        | Elenco principal |      |